# Långnäbbiga myrpiggsvin
Långnäbbiga myrpiggsvin (Zaglossus) är ett släkte i familjen myrpiggsvin med tre eller fler arter.

## Kännetecken
Dessa myrpiggsvin når en kroppslängd mellan 45 och 70 centimeter och en vikt mellan 5 och 16 kilogram. I motsats till arten kortnäbbat myrpiggsvin är taggarna kortare, glesare och mera gömd i pälsen. Den rörformiga nosen är tydlig längre och mera nedåtböjd än hos kortnäbbat myrpiggsvin. Pälsens färg är brun eller svart. Arterna har fem fingrar och fem tår vid fram respektive bakfötter. Vid de tre mellersta fingrar och tår finns klor. Taggarna kan ha en vit, ljusbrun eller svart färg. Honor utvecklar en tillfällig pung (liknande en marsupium) under parningstiden. Där finns honans spenar.

## Utbredning och levnadssätt
Arterna i släktet är endemiska på Nya Guinea där de främst lever i skogar. De finns även i bergsregioner upp till 4 000 meter över havet. Långnäbbiga myrpiggsvin är aktiva i gryningen och på natten. Utanför parningstiden lever varje individ ensam. Födan utgörs främst av daggmaskar. De äter maskarna med hjälp av sin klibbiga tunga som även har små hullingar. Det är nästan ingenting känt om arternas sätt att fortplanta sig. Det antas att de har samma parningsbeteende som kortnäbbat myrpiggsvin.

## Hot
Deras utbredningsområde minskar allt mer på grund av skogsskövling. Dessutom jagas de för köttets skull som betraktas som välsmakande. Under jakten används speciella hundar som är tränade för att döda myrpiggsvin. IUCN listar alla arter som sårbar eller akut hotade.

## Systematik
Långnäbbiga myrpiggsvin och kortnäbbat myrpiggsvin bildar tillsammans familjen myrpiggsvin som i sin tur tillhör ordningen kloakdjur. Antalet arter i släktet är omstritt. Tidigare räknades ett flertal arter. Sedan sammanfattades alla populationer i arten Zaglossus bruijni. Idag skiljs vanligen mellan tre recenta (levande) arter och två utdöda arter.
- Zaglossus bartoni
- Zaglossus bruijni
- Zaglossus attenboroughi
- † Zaglossus hacketti (i västra Australien, utdöd för cirka 15 000 år sedan, nästan en meter lång, bara ett fåtal benfynd)
- † Zaglossus robustus (i Australien under mellersta miocen (13-14 miljoner år sedan)